# Flugsicherungsgesetz
Das Flugsicherungsgesetz (FSG) war ein am 7. April 2006 vom deutschen Bundestag verabschiedetes Gesetz, das die Privatisierung der Flugsicherung in Deutschland vorbereiten sollte. Wegen Bedenken zum Einklang mit dem Grundgesetz verweigerte ihm der Bundespräsident Horst Köhler am 24. Oktober 2006 die Ausfertigung.
Die 37. Änderung des Grundgesetzes vom 14. Juli 1992 führte den Artikel 87d Absatz 1 ein. Er ermöglicht dem Staat, hoheitliche Aufgaben der Luftverkehrsverwaltung an öffentlich-rechtliche oder privat-rechtliche Organisationen zu übertragen. Bis 2009 waren dafür allein die Deutsche Flugsicherung (DFS) und ihre Tochtergesellschaft Tower Company zuständig. Die DFS ist privatrechtlich als Gesellschaft mit beschränkter Haftung organisiert, einziger Gesellschafter ist der Bund. Das Flugsicherungsgesetz hätte es dem Bund erlaubt, alle Gesellschaftsanteile an der DFS bis auf eine Sperrminorität von 25,1 Prozent zu veräußern. Selbst die Auslagerung von Betriebsteilen ins Ausland wäre vom Gesetz gedeckt gewesen. Zur Wahrung der nationalen Interessen sollte das Bundesaufsichtsamt für Flugsicherung (BAF) gegründet werden und die Überwachung übernehmen. Nach einer Änderung von Artikel 87d Absatz 1 GG zum 1. August 2009, die eine Zulassung von nach EU-Recht zugelassenen ausländischen Flugsicherungsorganisationen ermöglicht, wurde im August 2009 das BAF mit einem separaten Gesetz tatsächlich errichtet.
Da sich das Veto des Bundespräsidenten explizit auf die alte Fassung des Art. 87d GG bezog, könnte nach einer entsprechenden Änderung des Grundgesetzes erneut ein Gesetz zur Änderung der Gesellschaftsanteile an der DFS in den Bundestag eingebracht werden.
Das Flugsicherungsgesetz sah sich großer Kritik ausgesetzt. Es ist weiterhin strittig, wie sich hoheitliche Aufgaben und die mit ihr zusammenhängenden Haftungsfragen auf private Unternehmen übertragen lassen.